# Premier Padel 2024
Il Premier Padel 2024 rappresenta la terza edizione di questo mondiale Premier Padel, con eventi che si sono susseguiti nel corso dell'intero anno.
Questa edizione rappresenta un cambiamento significativo per il Premier Padel, poiché è la prima volta che si afferma come il principale circuito mondiale. Questo traguardo è stato raggiunto grazie all'acquisizione del World Padel Tour (WPT) da parte di Qatar Sports Investments (QSI), il gruppo che finanzia il Premier Padel. L'acquisizione ha portato alla scomparsa del WPT dopo undici edizioni, rafforzzando il ruolo del Premier Padel come principale circuito di riferimento per il padel professionistico a livello globale.
Rispetto alle passate stagioni, la stagione 2024 introduce due importanti novità: i tornei P2 e il Tour Finals. I tornei P2 rappresentano una nuova categoria di eventi che si affiancano ai Major e ai P1, offrendo ulteriori opportunità ai giocatori di competere ad alto livello. Il Tour Finals, invece, è l'evento conclusivo della stagione, un appuntamento che riunsce i migliori giocatori dell'anno per contendersi il titolo finale.

## Calendario
| Torneo                | Città             | Stato               | Data                        |
| --------------------- | ----------------- | ------------------- | --------------------------- |
| Riyadh Season P1      | Riad              | Arabia Saudita      | 24 febbraio - 2 marzo       |
| Qatar Major           | Doha              | Qatar               | 1 marzo - 8 marzo           |
| Acapulco P1           | Acapulco          | Messico             | 17 marzo - 24 marzo         |
| Puerto Cabello P2     | Puerto Cabello    | Venezuela           | 23 marzo - 31 marzo         |
| Brussels P2           | Bruxelles         | Belgio              | 20 aprile - 28 aprile       |
| Sevilla P2            | Siviglia          | Spagna              | 28 aprile - 5 maggio        |
| Asunción P2           | Asunción          | Paraguay            | 11 maggio - 19 maggio       |
| Mar del Plata P1      | Mar del Plata     | Argentina           | 18 maggio - 26 maggio       |
| Santiago P1           | Santiago del Cile | Cile                | 26 maggio - 3 giugno        |
| Bordeaux P2           | Bordeaux          | Francia             | 9 giugno - 16 giugno        |
| Italy Major           | Roma              | Italia              | 15 giugno - 23 giugno       |
| Genova P2             | Genova            | Italia              | 30 giugno - 7 luglio        |
| Málaga P1             | Malaga            | Spagna              | 6 luglio - 14 luglio        |
| Finland P2            | Nokia             | Finlandia           | 27 luglio - 4 agosto        |
| Madrid P1             | Madrid            | Spagna              | 31 agosto - 8 settembre     |
| Rotterdam P1          | Rotterdam         | Paesi Bassi         | 7 settembre - 15 settembre  |
| Valladolid P2         | Valladolid        | Spagna              | 14 settembre - 22 settembre |
| Paris Major           | Parigi            | Francia             | 28 settembre - 6 ottobre    |
| NewGiza P2            | Giza              | Egitto              | 19 ottobre - 27 ottobre     |
| Dubai P1              | Dubai             | Emirati Arabi Uniti | 3 novembre - 10 novembre    |
| Kuwait City P1        | Al Kuwait         | Kuwait              | 9 novembre - 17 novembre    |
| Mexico Major          | Acapulco          | Messico             | 23 novembre - 1 dicembre    |
| Milano P1             | Milano            | Italia              | 30 novembre - 8 dicembre    |
| Tour Finals Barcelona | Barcellona        | Spagna              | 19 dicembre - 22 dicembre   |

## Risultati
| Torneo Major |
| Torneo P1    |
| Torneo P2    |
| Tour Finals  |

### Maschile
| Torneo            | Vincitori                       | Finalisti                        | Risultato          |
| ----------------- | ------------------------------- | -------------------------------- | ------------------ |
| Riad              | Ale Galán Juan Lebrón           | Arturo Coello Agustín Tapia      | 6-7 / 6-4 / 6-4    |
| Doha              | Agustín Tapia Arturo Coello     | Javi Garrido Miguel Yanguas      | 6-0 / 6-2          |
| Acapulco          | Agustín Tapia Arturo Coello     | Ale Galán Juan Lebrón            | 6-0 / 6-4          |
| Puerto Cabello    | Agustín Tapia Arturo Coello     | Ale Galán Federico Chingotto     | 2-6 / 6-3 / 6-3    |
| Bruxelles         | Ale Galán Federico Chingotto    | Agustín Tapia Arturo Coello      | 6-4 / 6-7(4) / 6-2 |
| Siviglia          | Ale Galán Federico Chingotto    | Martin Di Nenno Franco Stupaczuk | 7-6 / 6-4          |
| Asunción          | Agustín Tapia Arturo Coello     | Ale Galán Federico Chingotto     | 6-1 / 3-6 / 7-6(1) |
| Mar del Plata     | Ale Galán Federico Chingotto    | Agustín Tapia Arturo Coello      | 2-6 / 6-2 / 6-2    |
| Santiago del Cile | Agustín Tapia Arturo Coello     | Ale Galán Federico Chingotto     | 6-0 / 4-6 / 6-4    |
| Bordeaux          | Jorge Nieto Jon Sanz            | Alex Ruiz Momo González          | 6-1 / 6-4          |
| Roma              | Ale Galán Federico Chingotto    | Agustín Tapia Arturo Coello      | 6-4 / 1-6 / 6-1    |
| Genova            | Ale Galán Federico Chingotto    | Agustín Tapia Arturo Coello      | 6-1 / 6-1          |
| Malaga            | Agustín Tapia Arturo Coello     | Ale Galán Federico Chingotto     | 6-2 / 6-3          |
| Nokia             | Martin Di Nenno Juan Lebrón     | Jorge Nieto Jon Sanz             | 7-5 / 6-3          |
| Madrid            | Agustín Tapia Arturo Coello     | Ale Galán Federico Chingotto     | 6-3 / 7-6(3)       |
| Rotterdam         | Agustín Tapia Arturo Coello     | Ale Galán Federico Chingotto     | 6-2 / 6-2          |
| Valladolid        | Agustín Tapia Arturo Coello     | Ale Galán Federico Chingotto     | 6-4 / 4-6 / 6-3    |
| Parigi            | Agustín Tapia Arturo Coello     | Ale Galán Federico Chingotto     | 6-2 / 6-1          |
| Giza              | Franco Stupaczuk Miguel Yanguas | Javi Garrido Lucas Bergamini     | 6-3 / 7-6(2)       |
| Dubai             | Agustín Tapia Arturo Coello     | Ale Galán Federico Chingotto     | 6-4 / 6-3          |
| Kuwait            | Agustín Tapia Arturo Coello     | Franco Stupaczuk Miguel Yanguas  | 6-4 / 6-2          |
| Mexico            | Agustín Tapia Arturo Coello     | Franco Stupaczuk Miguel Yanguas  | 4-6 / 6-1 / 6-2    |
| Milano            | Agustín Tapia Arturo Coello     | Ale Galán Federico Chingotto     | 6-4 / 7-5          |
| Barcellona        | Jorge Nieto Jon Sanz            | Agustín Tapia Arturo Coello      | 3-6 / 7-5 / 6-3    |

### Femminile
| Torneo            | Vincitori                       | Finalisti                          | Risultato          |
| ----------------- | ------------------------------- | ---------------------------------- | ------------------ |
| Riad              | Ariana Sánchez Paula Josemaría  | Delfina Brea Bea González          | 6-3 / 6-2          |
| Doha              | Ariana Sánchez Paula Josemaría  | Gemma Triay Claudia Fernández      | 6-3 / 6-1          |
| Acapulco          | Claudia Jensen Jessica Castelló | Virginia Riera Sofía Araujo        | 6-3 / 6-3          |
| Puerto Cabello    | Delfina Brea Bea González       | Alejandra Salazar Tamara Icardo    | 6-4 / 6-3          |
| Bruxelles         | Delfina Brea Bea González       | Gemma Triay Claudia Fernández      | 6-4 / 6-4          |
| Siviglia          | Delfina Brea Bea González       | Ariana Sánchez Paula Josemaría     | 6-1 / 6-1          |
| Asunción          | Delfina Brea Bea González       | Gemma Triay Claudia Fernández      | 6-3 / 7-5          |
| Mar del Plata     | Ariana Sánchez Paula Josemaría  | Delfina Brea Bea González          | 6-1 / 5-7 / 6-4    |
| Santiago del Cile | Gemma Triay Claudia Fernández   | Lucía Sainz Patty Llaguno          | 6-1 / 6-4          |
| Bordeaux          | Gemma Triay Claudia Fernández   | Marta Ortega Verónica Virseda      | 7-5 / 7-5          |
| Roma              | Ariana Sánchez Paula Josemaría  | Lucía Sainz Patty Llaguno          | 6-1 / 6-0          |
| Genova            | Sofía Araujo Marta Ortega       | Ariana Sánchez Paula Josemaría     | 6-3 / 7-6          |
| Malaga            | Ariana Sánchez Paula Josemaría  | Gemma Triay Claudia Fernández      | 1-6 / 6-4 / 6-2    |
| Nokia             | Ariana Sánchez Paula Josemaría  | Sofía Araujo Marta Ortega          | 6-3 / 6-1          |
| Madrid            | Gemma Triay Claudia Fernández   | Delfina Brea Bea González          | 6-2 / 2-1 (rit)    |
| Rotterdam         | Ariana Sánchez Paula Josemaría  | Gemma Triay Claudia Fernández      | 6-4 / 6-4          |
| Valladolid        | Gemma Triay Claudia Fernández   | Ariana Sánchez Paula Josemaría     | 6-3 / 6-2          |
| Parigi            | Ariana Sánchez Paula Josemaría  | Andrea Ustero Delfina Brea         | 6-4 / 6-0          |
| Giza              | Sofía Araujo Marta Ortega       | Alejandra Salazar Jessica Castelló | 6-4 / 6-2          |
| Dubai             | Delfina Brea Bea González       | Andrea Ustero Alejandra Alonso     | 6-2 / 6-3          |
| Kuwait            | Ariana Sánchez Paula Josemaría  | Gemma Triay Claudia Fernández      | 7-5 / 7-6(1)       |
| Mexico            | Gemma Triay Claudia Fernández   | Sofía Araujo Marta Ortega          | 6-7(5) / 6-1 / 6-4 |
| Milano            | Gemma Triay Claudia Fernández   | Delfina Brea Bea González          | 6-7(5) / 5-2 (rit) |
| Barcellona        | Ariana Sánchez Paula Josemaría  | Gemma Triay Claudia Fernández      | 6-3 / 6-3          |